# フィリップ・ハモンド
フィリップ・ハモンド（英語: Philip Hammond、1955年12月4日 - ）は、イギリスの政治家。財務大臣、ラニーミード・アンド・ウェイブリッジ選挙区選出庶民院議員を歴任した。

## 概説
1997年イギリス総選挙で初当選し、庶民院議員となる。2005年にデーヴィッド・キャメロンによって影の雇用年金大臣に任命され、2007年の内閣改造では影の財務省主席政務官に就任した。
2010年5月に成立した第1次キャメロン内閣では運輸大臣に任命され。枢密院入りした。2011年10月にリアム・フォックス国防大臣がスキャンダルで辞任し、その後任として国防大臣に就任した。2014年7月には外務・英連邦大臣に就任した。2016年7月中旬にテリーザ・メイによって財務大臣に任命、メイ政権の終了と共に退任した。長らく保守党に所属していたが、ジョンソン政権のEU離脱方針に反対して重要法案の採決で造反したため、2019年9月3日に保守党から除名されて無所属の議員となった。2019年11月5日、12月の選挙には出馬しないことを表明した。

## 生い立ちと民間の経歴
1955年12月4日にエセックス州エッピングで、土木技師の息子として誕生する。ブルックフィールド・ジュニアスクール、ブレントウッドのシェンフィールド・スクール（現在のシェンフィールド高校）を経て、オックスフォード大学ユニヴァーシティ・カレッジで哲学・政治学・経済学を学び、B.A.を取得した。
大学卒業後の1977年に医療機器メーカーであるスペイウッド・ラボラトリーズに就職した。1979年の総選挙において、保守党のキャンペーンのボランティアとして働く。1981年にはスペイウッド・メディカル・リミテッドの取締役となる。1982年に自動心電計製造工場の建設に関わったことがハモンドの顕著な業績であった。ハモンドは1983年に同社を退職し、翌1984年にキャッスルミード・グループ・リミテッドの取締役に就任した。
1993年から1995年までハモンドはCMAコンサルタンツとパートナーとして協業し、1994年からはキャッスルミード・ホームズの取締役を務めた。彼がコンサルタントとして担当した顧客には住宅建築と資産、製造、ヘルスケア、油とガスを含む多くの事業家たちがいた。彼は世界銀行グループからラテンアメリカ諸国のコンサルタント任務を引き受け、1995年から1997年までマラウイ政府の顧問を務めた。

## 初期の政治経歴
ハモンドは1989年からルイシャム・イースト保守党協会の議長を7年間務め、労働党議員のロン・レイトンが死去したため実施された1994年の補欠選挙に出馬し、11,818票を獲得した労働党候補のスティーブン・ティムズに敗れた。1997年の総選挙では新設されたラニーメード・アンド・ウェイブリッジ選挙区から出馬して9,875票を獲得して当選し、それ以来議席を確保している。彼は1997年6月17日に処女演説を行った。
議会でハモンドは1997年から環境・食糧・農村地域特別委員会に所属し、その後ウィリアム・ヘイグによって保健担当のフロントベンチ・スポークスマンとして取り立てられた。その後、2001年にイアン・ダンカン・スミスによって通商産業担当に変更され、2003年にはマイケル・ハワードによって影の副首相に指名された。
2005年の総選挙後、ハモンドは影の財務省主席政務官となった。2005年後半にデーヴィッド・キャメロンが党首に就任すると、ハモンドは影の雇用年金大臣に任命された。2007年にゴードン・ブラウン内閣が発足すると、キャメロンは影の内閣の改造を行い、ハモンドは再び影の財務省主席政務官に異動した。

## 閣僚として

### 運輸大臣
2010年5月12日に成立した連立政権で運輸大臣に就任し、同職を2011年10月14日まで務めた。2011年9月28日にハモンドは政府が高速道路の制限速度を80マイルに引き上げ、2013年に導入する計画の協議を始めたと発表した。しかし、その計画は交通事故死者数の20%以上の増加が予測されたため、最終的には打ち切られた。

### 国防大臣

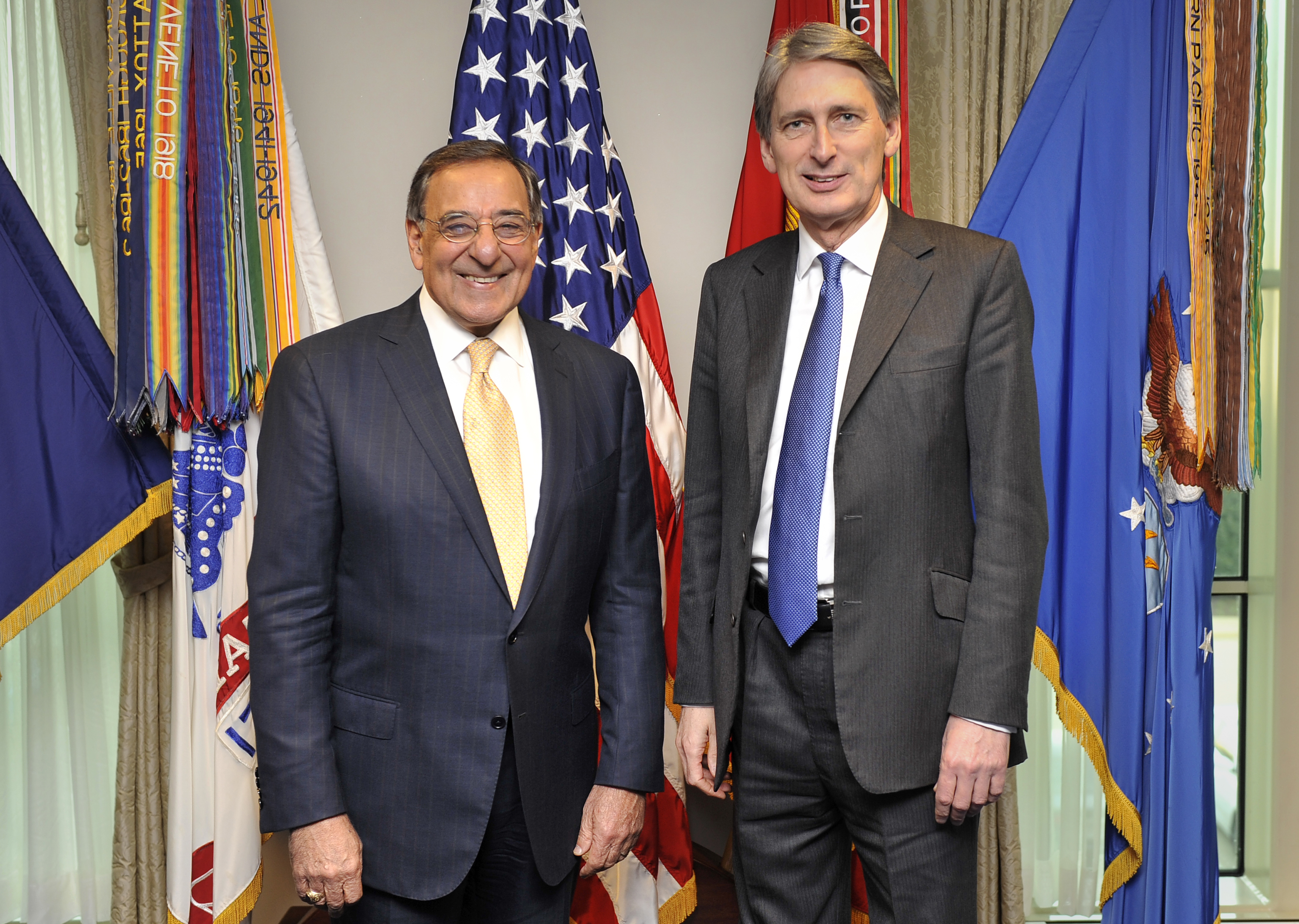
アメリカ合衆国国防長官レオン・パネッタと

リアム・フォックスの辞任後、ハモンドは2011年10月14日に国防大臣に就任した。国防大臣として彼は国家安全保障会議のメンバーとなった。
2011年12月にハモンドは、女性が海軍の潜水艦で勤務するのを許可すると発表した。2013年後半に女性士官が初めてヴァンガード級原子力潜水艦で勤務することになった。彼女らの勤務評価を受けて、2015年にはアスチュート級原子力潜水艦にも女性士官が配属されることとなった。また、リビアでの作戦活動の費用が2億1200万ポンドであることも確認された。これには使い切った軍用品を交換するための6700万ポンドも含まれ、財務省の予備費から支出されることになっている。
2012年1月、国防省は二回目の軍の人員削減で4200人を削減した。内訳は陸軍で2900人、空軍で1000人、海軍で300人である。これは380億ポンドの国防費の穴埋めのために行われた。バモンドは人員削減以外の「選択肢はない」と述べた。

2012年のロンドン・オリンピックが開催される4週間前に、警備会社のG4Sは当初引き受けた大会のために展開するセキュリティ・スタッフの数を提供することができないと発表した。ハモンドは不足する5,000名の人員に対して、軍を投入することで問題を解決した。兵士達のパフォーマンスは広範囲に渡って賞賛された。その後ハモンドはインデペンデント紙に対して、この問題が自身に重要な教訓を与えたと語った。「私は、我々は民間部門が政府の中でどのようにするかについて理解する方法を見つけなければならないという偏見を持って国防省に入った」「しかし、G4Sの一件と軍の支援の物語は全く有益であった。私は乏しい商業的なモデルの使用には国防省の領域で関連があるということを知っている、しかし同時にあなたは軍艦を見ることができず、言うことができない。『どうやって私はこれに乏しい経営モデルを持ってくることができるのか？』－なぜなら、それは異なったものを反発力の異なるレベルで行っているので、それらは民間部門でそれほどに一般に必要とされない。」などと述べた。

### 外務大臣

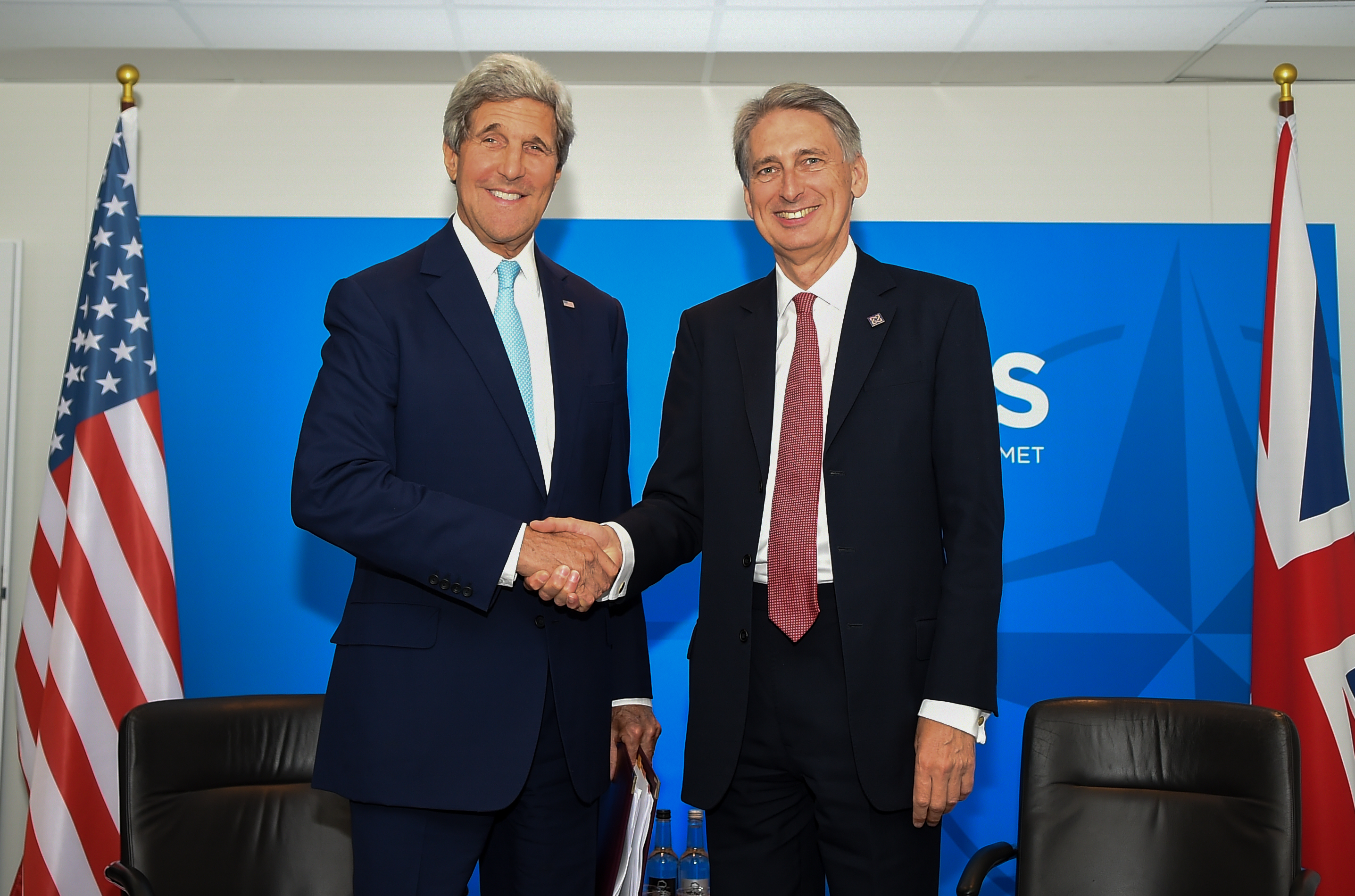
アメリカのジョン・ケリー国務長官と

2014年7月15日にハモンドは外務・英連邦大臣に任命された。新聞は彼の「EU懐疑派」の証明と、イギリスがEUの改革に取引を得ることができたという彼の確信を喧伝した。ハモンドは関係の変化が無い限り、国民投票でEU離脱に投票すると語った。しかしキャメロン首相による再交渉後、彼は残留支持に転じた。
2014年8月にハモンドはサイーダ・ワルシの突然の辞任に驚いたと語った。ワルシはハモンド率いる外務省には「強い不安」があると書いていた。
2015年3月にハモンドはイギリスが「戦闘に従事することが不足するあらゆる実際的な方向で」サウジアラビア主導のイエメン介入を支持すると述べた。
2015年3月、情報部に責任を持つ大臣との会話で、彼は恐怖の「擁護者」がテロ行為において責任を分担しなければならないと提案した。そして、「しかし、責任の巨大な重荷も、彼らの擁護者を務める人々の責任だ」と語った。 

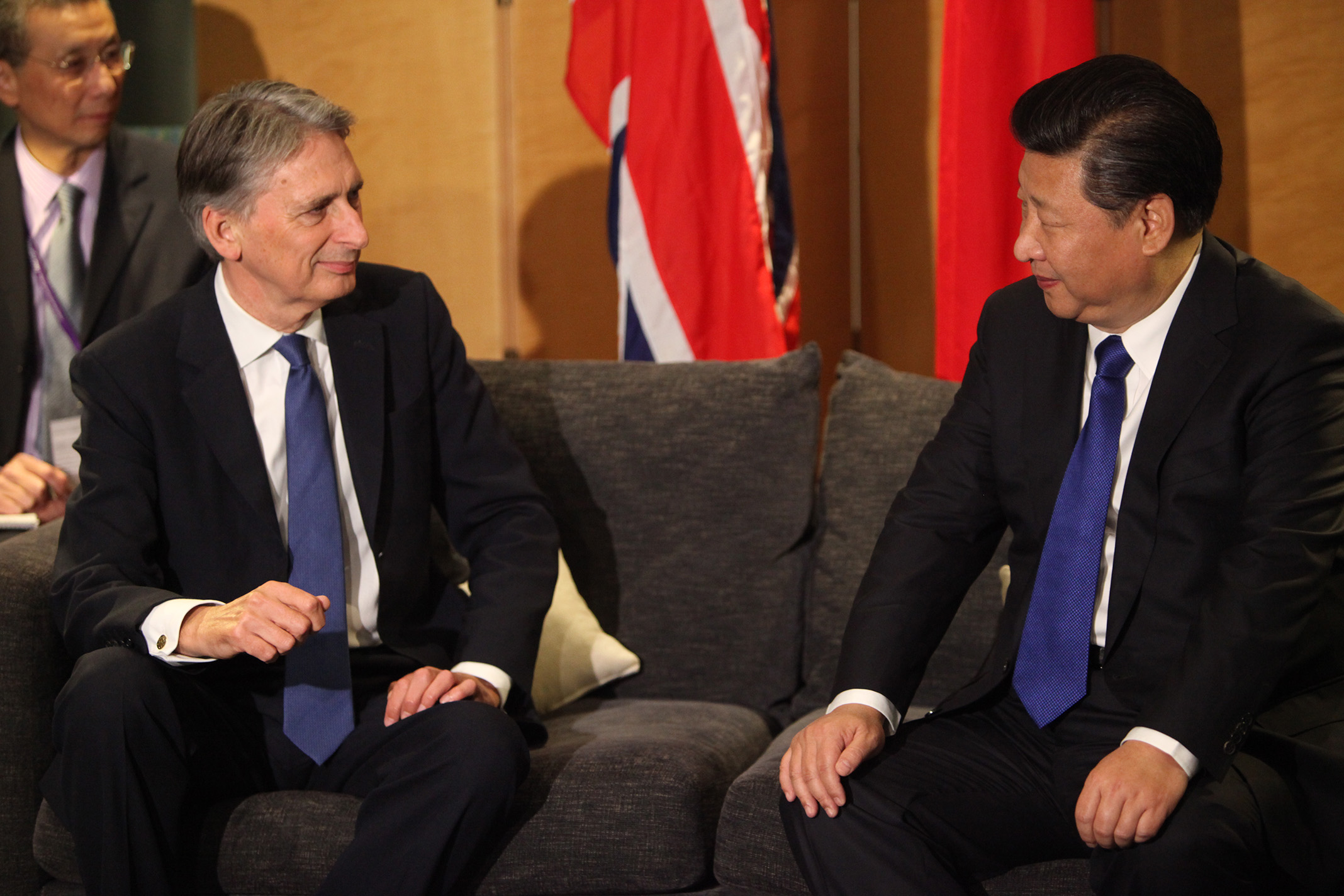
中国の習近平国家主席を迎えるハモンド（2015年10月19日）。

2015年7月8日にハモンドは国際連合安全保障理事会で彼の4ページの決議案S/2015/508が、ロシアによって無効にされたことを非難した。それは1995年のスレブレニツァの虐殺について大量虐殺のレベルを適用した。草案がヨルダン、リトアニア、マレーシア、ニュージーランド、イギリスとアメリカによって提出される間、アンゴラ、中国、ナイジェリアとベネズエラは棄権した。ロシアのヴィタリー・チュルキン国際連合大使は「対決的で政治的に動機づけされた」イギリスの言い回しを批判した。そして、それが3つの人種集団全てが極悪さの犠牲者であった対立において戦争犯罪を犯すためにボスニアのセルビア人を不当に選び出したと主張した。ハモンドは 「我々は、スレブレニツァの20回目の記念日を祝う決意が今日拒否されたことに失望する。」と述べた。
2015年7月14日に数年来再び現れては消える交渉の後、P5とドイツはイランの核開発計画について、イランとの合意に達した。ハモンドはイギリス代表として包括的共同行動計画の発表セレモニーが行われるウィーンに赴いた。ハモンドはその翌日コモンズの取引を提示して、ベンヤミン・ネタニヤフ首相との共同記者会見のためにエルサレムに赴いた。その様子は「緊張している」と表された。
2016年2月6日にロンドンのエクアドル大使館でジュリアン・アサンジの拘留に関して、国際連合の調査結果を「おかしい」と語った。マッズ・アンデナスは 「国がこのように応えるとき、彼らは法の支配と国連に対する敬意を損なう」とコメントした。
2015年10月にマイケル・ゴーヴ司法大臣はサウジアラビアの刑務所にサービスを提供するという590万ポンドの契約を取り消した。そして、「イギリス政府は打ち首・投石・磔と鞭打ちを罰として使う体制を援助していてはいけない」と語った。ハモンドはゴーヴを「純真だ」と非難した。

### 財務大臣
2016年7月13日にハモンドは新任のテリーザ・メイ首相によって財務大臣に任命された。2010年に商務長官が設置され、2015年に財務省主席政務官の役割が軽減された後の事である。
商務長官にはこれまで、ジェームズ・サッスーン、ポール・デイトン、ゴールドマン・サックスのジム・オニールなどの保守党員が就任しており、現在はルーシー・ネヴィル=ロルフ（元知的財産権担当大臣）。
かねてからボリス・ジョンソンが首相に就任した場合には財務大臣を辞任する意向を表明しており、その言葉どおり2019年7月24日、前日に保守党党首に就任していたジョンソンが首相に就任する直前に財務大臣を辞任した。
予定通り10月末のEU離脱を目指すジョンソンに対し、離脱を2020年1月末まで遅らせるよう首相に強制する法案の審議入り動議が超党派議員によって提出され、9月3日の採決ではハモンドら21人の保守党議員が賛成票を投じたことで動議は可決。保守党執行部は、ハモンドら造反議員全員に除名処分を言い渡した。
保守党除名後の2019年12月の総選挙には出馬せず、政界を引退した。

## その他の政治姿勢

### 移民政策
ハモンドはポーランド及び他のヨーロッパ連合加盟国からの移民の減少を求め、特に東ヨーロッパからの移民を問題視した。イギリスのヨーロッパ連合からの離脱の是非を問う国民投票では残留派であった。

### 2008年の金融危機
2012年5月にハモンドは銀行が「彼らは誰かに金を貸さなければならなかった」として、単に2008年の金融危機に対して責任を持つだけでないと語った。ハモンドは、ローンを取り出した人々が場合によっては、当時の自らの行動で他人を非難しようとしていた「同意する大人」であると語った。彼は続けた。「人々は、私に『それは銀行だった』と言った。私は『ちょっと待って、銀行は誰かに金を貸さなければならない』と言った。」「人々は、他の誰かが、彼らの決定に対して責任があるのを、ある意味で感じている。もちろん、銀行が信用を提供しないならば、人々は思うことができない。［しかし］、2人の同意する大人がすべてのこれらの業務、借り手と貸手の中にいた。そして、彼らは共に間違い電話をかけたかもしれない。一部の人は、彼ら自身が選んだ結果に対する責任を認める気がない。」

### 同性結婚
2012年5月にハモンドは同性結婚が「あまりに論争の的である」と発言した。2013年1月にロイヤル・ホロウェイを訪問した際、彼は提出された法案（それは後に通過された）を近親相姦の犯罪同様に社会的に受け入れがたい関係として考慮の他だとした。PinkNewsから発言を明確にするよう依頼され、ハモンドは電子メールで回答した。「議論は非常に広範囲に及び、同性間の関係に限られていなかった。」
2013年5月にハモンドは同性愛者の結婚を支持しながら投票しない4名の閣僚のうちの1人であった。ハモンドは2013年の（同性カップル）結婚法に対する当時の首相のアプローチに公然と批判的で、2013年11月にそれが押し通された速度に「ショックを受けた」そして、それが保守党に「悪い影響を与えた」と語った。

## 私生活
1991年6月29日にスーザン・キャロリン・ウィリアムズ＝ウォーカーと結婚した。夫妻には2人の娘と1人の息子がいる。一家はサリー州センドに住み、ロンドンに別宅を保有する。ハモンドの資産は900万ポンドと推定される。